# Жінки в Європі

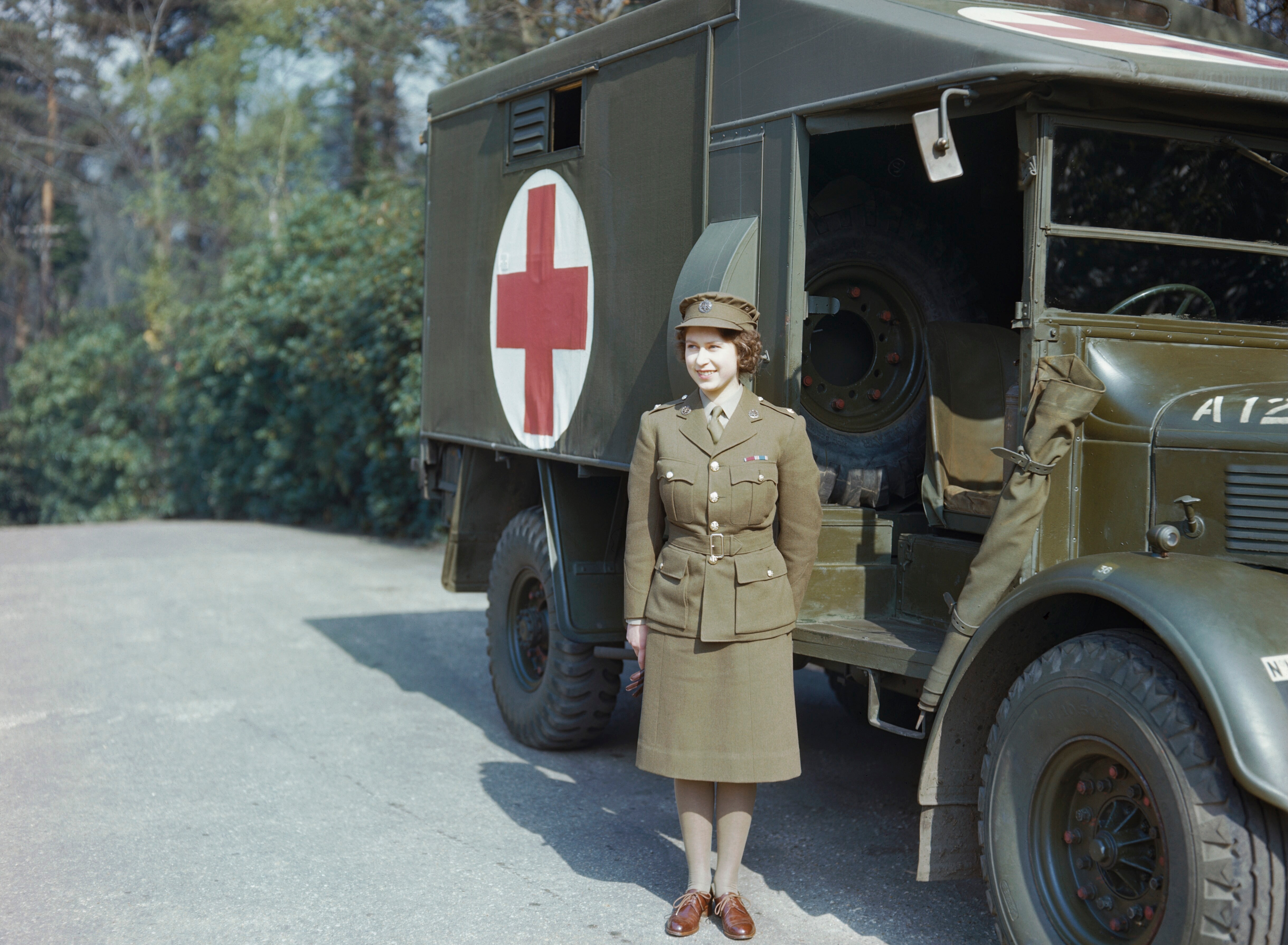
Принцеса Єлизавета у ОВД перед бригадою швидкої допомоги британської армії

Еволюція та історія жінок у Європі тісно переплетені з еволюцією та історією самої Європи. За даними Catalyst, в 2010 році 51,2% населення Європейського Союзу складали жінки (у січні 2011 року населення ЄС становило 502 122 750).

## Історія
У своїй статті "Підйом жінок у Стародавній Греції" ("Історія сьогодні") Майкл Скотт наголошує, що "місце жінок" та їх досягнення в Стародавній Греції найкраще описав Фукідід у цій цитаті: "Найбільше досягнення [для жінок] – якщо про неї найменше говорять чоловіки, неважливо чи то для похвали, чи для звинувачення."
Сучасні характеристики жінок у Білорусі змінювались планомірно внаслідок подій, що відбулися в історії Білорусі. Зокрема, коли концепція рівних прав жінок була вперше розроблена та обгрунтована наприкінці 16 століття. Хартія Великого князівства 1588 р. – один із найважливіших юридичних документів в історії Білорусі – захищала гідність білоруських жінок згідно із законом. Жінки в Білорусі та їхній внесок у білоруське суспільство відзначається щороку під час Міжнародного жіночого дня.
Після отримання виборчого права в 1919 році, німецькі жінки почали брати активну роль в німецькій політиці, займаючи посади, які зазвичай займали німецькі чоловіки. Після закінчення Другої світової війни вони були позначені як Trümmerfrauen або "жінки з уламків", тому що вони дбали про «поранених, ховали загиблих, рятували речі», і брали участь в складній задачі відновлення розірваної війною Німеччини, просто розчищуючи завали та руїни війни.

## Традиційні ролі
Албанські жінки проживають у консервативному патріархальному суспільстві. У цьому традиційному суспільстві жінки Албанії мають другорядні ролі в громадах, які вірять у "переважання чоловіків". Це відбувається, незважаючи на перехід до демократії та прийняття вільної ринкової економіки в Албанії (після періоду дії комуністичної партії праці). На основі 500-річного Кануна Леке Дукаджіні, традиційного кодексу поведінки, головна роль албанських жінок – піклуватися про дітей та дім.
Через патріархальний характер традиційної вірменської культури та суспільства від жінок у Вірменії часто очікують доброчесності та покірливості, а також захисту своєї цноти до шлюбу. Жінки зазвичай беруть на себе переважно всі хатні роботи.
Традиційні соціальні норми та відсталий економічний розвиток у сільських регіонах Азербайджану продовжують обмежувати роль жінок у господарстві. Є повідомлення, що жінки відчувають труднощі у використанні своїх законних прав через дискримінацію за статтю.
Історію, характерні риси, еволюцію та генеалогії нинішніх жінок у Чехії можна простежити за багато століть до заснування самої країни. Вони походять від слов’янських поселенців, які насамперед займались сільським господарством.
У деяких районах Італії жінок досі стереотипно сприймають домогосподарками та матерями. Це також відображається у факті вищого в середньому безробіття жінок в Італії, ніж в інших країнах ЄС.
Ранній опис жінок Чорногорії, знайдений в газеті The New York Times 5 листопада 1880 р., зазначає, що "чорногорка виконує рівну частку праці з чоловіком на польових роботах, і вона виконує всі перевезення" стосовно подорожей на конях та інших видів перевезення з використанням тварин. Далі газета описувала, що вони займаються в’язанням або прядінням.
Швейцарська традиція також ставить жінок під владу своїх батьків та своїх чоловіків.

## Рух до рівності статей

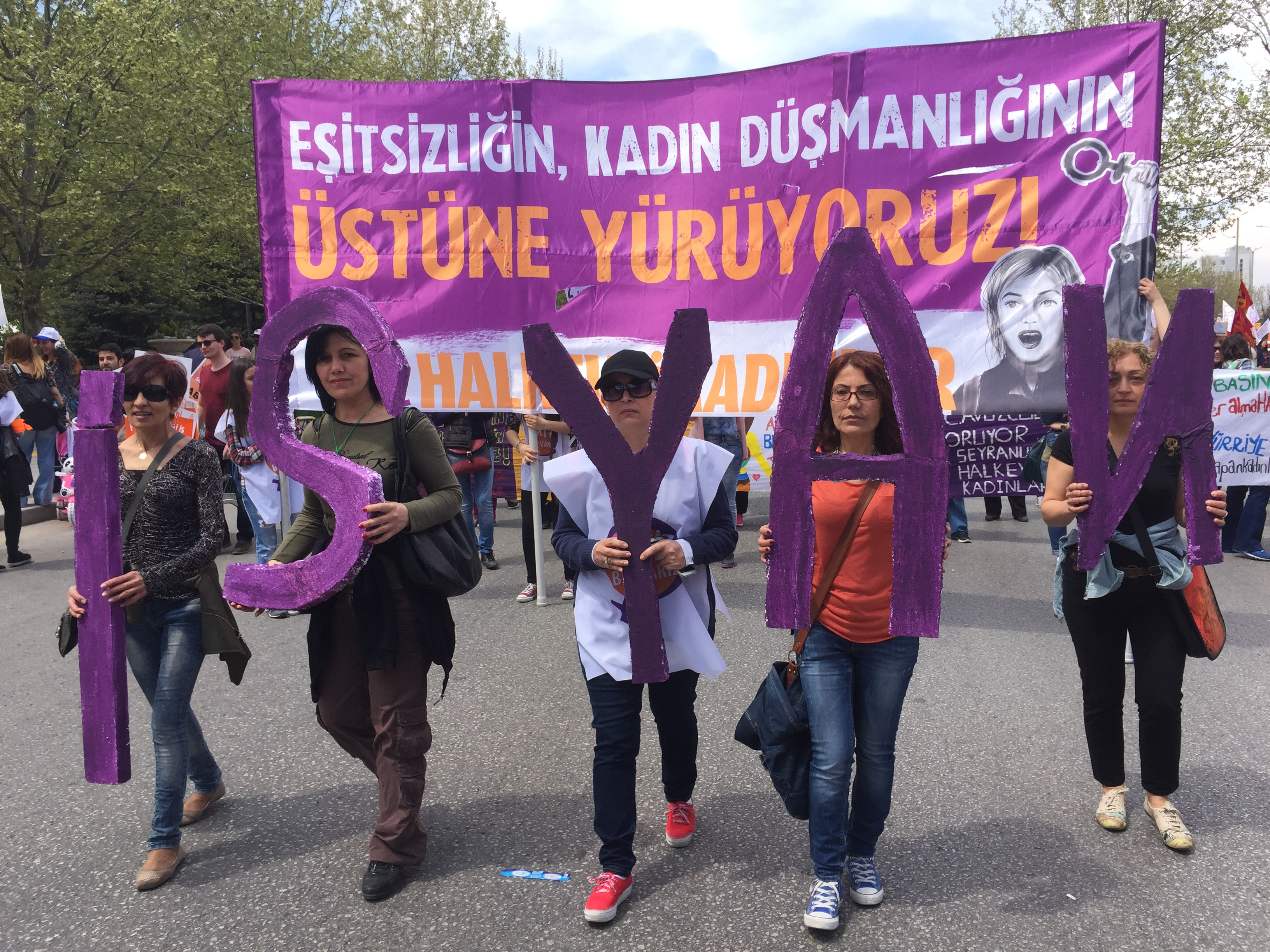
Демонстрантки у Туреччині, 1 травня 2015

Жінки в Андоррі мають рівні права з чоловіками згідно із законами Князівства Андорра. Андорра надавала жінкам законні права повільно: виборче право для жінок було досягнуте лише в 1970 р. Однак за останні роки жінки зробили великий стрибок у досягненні рівних прав у політичному плані. Андорки отримали 15 місць під час парламентських виборів у своїй країні в 2011 році; з цієї причини Андорра стала першою країною в Європі та другою країною на міжнародному рівні, яка обрала "законодавчий орган з більшістю жінок".
Правове становище жінок в Австрії покращилось із середини 1970-х. Ґрунтуючись на дослідженні про статус жінок в Австрії в грудні 1993 року, пріоритет законодавства Австрії базується скоріше на однаковому ставленні до обох статей, а не на рівних правах. Таким чином, австрійки виграють від спроби свого уряду "компенсувати за навантаження від гендерної нерівності". Однак, незважаючи на вдосконалення законодавства щодо статусу жінок, в австрійському суспільстві все ще переважає концепція традиційних ролей. Більшість домашніх справ та виховання дітей австрійські чоловіки розглядають як сферу діяльності жінок. І освіта, і стать є основною ознакою рівня доходів.
Жінки в Азербайджані номінально користуються тими ж законними правами, що і чоловіки; однак дискримінація все ще є проблемою. В Хорватії гендерна рівність є частиною статті 3 Конституції Хорватії. Омбудсмен з питань гендерної рівності та Управління з питань гендерної рівності існують з 2003 року. Чехія після періоду в історії, відомого як оксамитова революція, багато жінок стали працювати на повний робочий день, також зосереджуючись на роботі по домогосподарству, здобуваючи "почуття особистої ефективності та незалежності" в рамках чеського суспільства.
Фінські жінки задоволені відношенням чоловіків до себе з "високим ступенем рівності" та "ввічливості". У 1906 році жінки Фінляндії стали першими жінками в Європі, що здобули виборче право. У Фінляндії є багато жінок, які займають видатні посади у фінському суспільстві, в наукових закладах, у сфері бізнесу та уряді Фінляндії. Прикладом могутніх жінок у фінській політиці є Тар'я Галонен, яка стала першою жінкою-очільницею країни (до того вона була міністром закордонних справ Фінляндії).
Статус грецьких жінок зазнав змін і більших покращень з початком XX століття. У 1957 році вони здобули право голосу. Це призвело до того, що жінки почали отримувати робочі місця на підприємствах та в уряді Греції. Крім того, вони змогли зберегти своє право на спадщину майна навіть після одруження.
В сучасних Нідерландах живуть найщасливіші жінки у світі, згідно з одним дослідженням.
Сан-Марино запровадив виборче право для жінок після конституційної кризи 1957 року, відомої як Фатті ді Роверета. Жінки здобули виборче право в 1960 році, а право займати політичні посади – в 1973 р. Однак на референдумі 1982 року жінки Сан-Марино не здобули права зберегти своє громадянство, якщо одружувалися з іноземцями (19 000 виборців Сан-Марино проголосували за продовження дії закону 1928 року); в результаті втрати громадянства жінки також втрачали право голосу, роботи, володіння майном, проживання та спадкування майна в Республіці Сан-Марино. Пізніше ці закони про громадянство були змінені парламентом у 2000 р. та 2004 р., дозволяючи жінкам зберігати своє громадянство та передавати його своїм дітям та чоловікові.
Окрім того, що жінки Іспанії здобули популярність як «королеви та аристократки» в історії країни, вони також досягли успіху у встановленні своєї ролі в сучасній Іспанії «без помітного феміністського повстання».
Швейцарські жінки здобули право голосу на національних виборах у 1971 році, в той час як права голосу на рівні місцевого кантону були отримані між 1959 р. (Катони Во та Невшатель) та 1991 р. (Кантон Аппенцелль Іннерроден). Однак, незважаючи на те, що вони отримали статус рівних з чоловіками прав, деякі швейцарки все ще отримують менші зарплати, ніж чоловіки з таким же рівнем освіти, і займають посади нижчого рівня.
Як громадянки післявоєнної нації, деякі косовські жінки стали учасницями процесу побудови миру та встановлення гендерної рівності в процесі реабілітації Косова. Жінки в Республіці Косово також стали активними в політиці та правоохоронних органах. Прикладом цього є обрання Атіфете Яхджаги четвертою очільницею Косово[a], і вона стала першою жінкою, першою з позапартійних кандидатів і наймолодшою з обраних на посаду президента в країні. До того вона працювала заступницею директора поліції Косова, маючи чин генерал-майора – найвищого серед жінок у Південно-Східній Європі.
Жінки Південної Осетії переживали ситуацію збройних конфліктів. Головною організацією, яка сприяє та захищає статус жінок Південної Осетії, є Асоціація жінок Південної Осетії за демократію та права людини (яку іноді називають Асоціацією жінок Південної Осетії за демократію та захист прав людини), і в даний час її очолює Ліра Козаєва-Цховребова.

## Жінки на ринках праці

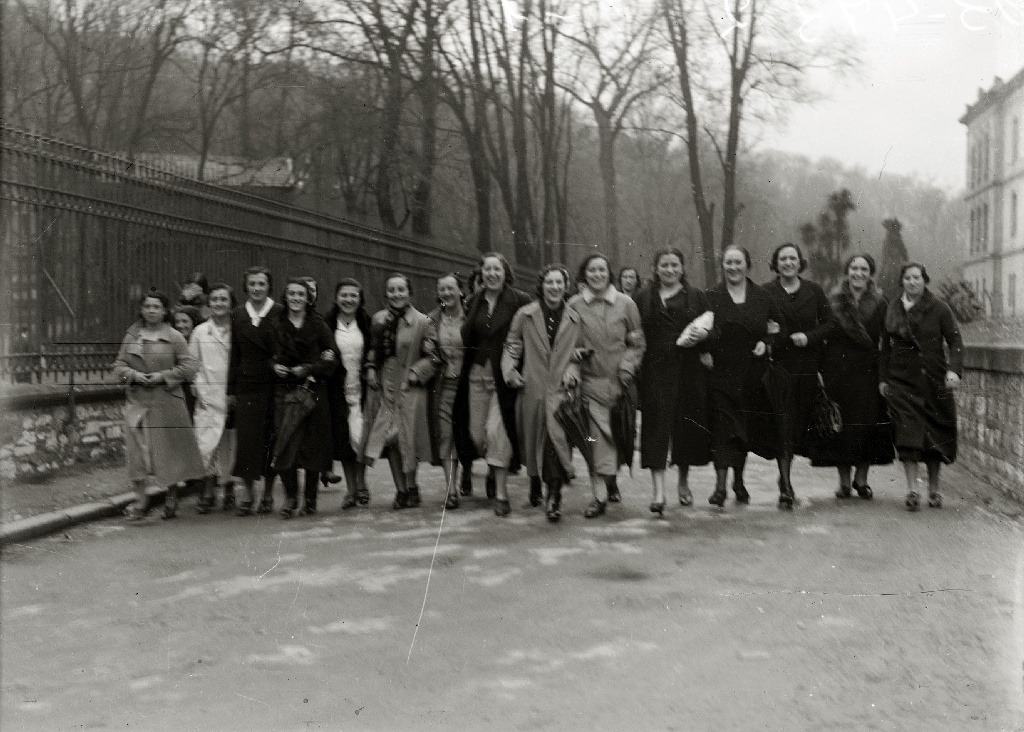
Персонал фабрики сигар (Tabakalera) перед приміщеннями, Доностия-Сан-Себастьян, Країна Басків. (1936)

Покоління за поколінням бельгійських жінок здатне подолати так званий "професійний гендерний розрив". У молодих поколіннях це пов’язано зі збільшенням доступності "робіт на неповний робочий день в сфері послуг" для жінок. У 1999 році середній заробіток бельгійки становив 91 % від зарплати бельгійця. Коли бельгійки не виконують роботу за сумісництвом, вони все ще "виконують більшу частину хатньої роботи", залежно від домовленості між партнерами.
За даними Міжнародного фонду сільськогосподарського розвитку (МФСР), жінки Боснії та Герцеговини зазнали впливу трьох типів перехідного періоду після Боснійської війни (1992-1995 рр.), а саме: "перехід від війни до миру", економічний перехід та політичний перехід.
У 2011 році Державний секретаріат Швейцарії з економічних питань (Seco) заохочував бізнес-компанії "призначати більше жінок на посади найвищого рівня". Ті, хто вже працює в комерційних компаніях, зазначають, що "жінки заробляють в середньому на 20% менше, ніж чоловіки" у Швейцарії, і це співвідношення становило 6 з 10 жінок, які працюють неповний робочий день.

### Суверенні держави
- Women in Albania
- Women in Andorra
- Women in Armenia
- Women in Austria
- Women in Azerbaijan
- Women in Belarus
- Women in Belgium
- Women in Bosnia and Herzegovina
- Women in Bulgaria
- Women in Croatia
- Women in Cyprus
- Women in the Czech Republic
- Women in Denmark
- Women in Estonia
- Women in Finland
- Women in France
- Women in Georgia
- Women in Germany
- Women in Greece
- Women in Hungary
- Women in Iceland
- Women in the Republic of Ireland
- Women in Italy
- Women in Kazakhstan
- Women in Latvia
- Women in Liechtenstein
- Women in Lithuania
- Women in Luxembourg
- Women in Malta
- Women in Moldova
- Women in Monaco
- Women in Montenegro
- Women in the Netherlands
- Women in North Macedonia
- Women in Norway
- Women in Poland
- Women in Portugal
- Women in Romania
- Women in Russia
- Women in San Marino
- Women in Serbia
- Women in Slovakia
- Women in Slovenia
- Women in Spain
- Women in Sweden
- Women in Switzerland
- Women in Turkey
- Women in Ukraine
- Women in the United Kingdom
  - Women in England
  - Women in Northern Ireland
  - Women in Scotland
  - Women in Wales
- Women in Vatican City

### Європейські держави з обмеженим визнанням
- Жінки в Абхазії
- Жінки в Косово
- Жінки в Нагірному Карабасі
- Жінки на Північному Кіпрі
- Жінки в Південній Осетії
- Жінки в Придністров'ї

### Залежності та інші території
- Жінки в Аланді
- Жінки на Фарерських островах
- Жінки в Гібралтарі
- Жінки на Гернсі
- Жінки на острові Мен
- Жінки в Джерсі
- Жінки на Шпіцбергені